# Ylva Edlund
Ylva-Christine Edlund, född 14 november 1951 i Helsingfors, är en finländsk skådespelare. 

## Biografi
Edlund är i likhet med maken Kristian Thulesius anställd på Unga teatern i Esbo, där de ofta samarbetat i olika produktioner. Hon har bland annat i både svenska och finska skolor uppfört den gripande berättelsen Christiane F. om en ung narkotikamissbrukare. Hon har även medverkat i TV-filmerna Landet som icke är (1977) och Sandrike (1982).
Hon är mor till Onni Thulesius.